# ماركينيوس دو سول
ماركينيوس دو سول (بالبرتغالية: Marquinhos do Sul‏) هو لاعب كرة قدم برازيلي في مركز نصف الجناح، ولد في 22 فبراير 1994 في ريو دي جانيرو في البرازيل. لعب مع نادي فاسكو دا غاما.

## وصلات خارجية
- ماركينيوس دو سول على موقع قاعدة بيانات كرة القدم.إي يو (الإنجليزية)
- ماركينيوس دو سول على موقع Soccerway.com (الإنجليزية)